# Vern Mikkelsen
Arild Verner Agerskov „Vern“ Mikkelsen (* 21. Oktober 1928 in Fresno, Kalifornien; † 21. November 2013 in Wayzata, Minnesota) war ein US-amerikanischer Basketballspieler, der über den gesamten Zeitraum seiner zehnjährigen Profikarriere für die Minneapolis Lakers in der NBA spielte. Mikkelsen gilt als erster Spieler, der die moderne Position des Power Forwards in der NBA der 1950er Jahre verkörperte. In dieser Rolle war er für exzellente Verteidigungsarbeit und speziell seine Fähigkeiten als Rebounder bekannt. 1995 wurde Mikkelsen für seine Karriereleistung in die Naismith Memorial Basketball Hall of Fame aufgenommen.

## Karriere
Im Alter von 16 Jahren erhielt Vern Mikkelsen ein Stipendium, das es ihm ermöglichte, an der Hamline University in Minnesota College-Basketball zu spielen. Nach seinem letzten Jahr am College wurde Mikkelsen im NBA-Draft von 1949 durch die Minneapolis Lakers an elfter Stelle der ersten Runde gedraftet. Mikkelsen wurde dort umgehend Teil des Frontcourts mit dem Star-Center George Mikan und Jim Pollard. Alle drei wurden nach ihrer Karriere in die Naismith Memorial Basketball Hall of Fame aufgenommen. Mit diesem Team gewann Mikkelsen bereits in seiner ersten Saison die Meisterschaft der NBA. Insgesamt errangen die Lakers mit Vern Mikkelsen fünf Titel.
Nach zehn Karrierejahren trat Mikkelsen 1959 als aktiver Spieler zurück. In dieser Zeit erzielte er insgesamt 10.063 Punkte und 5.940 Rebounds, was einem Karriereschnitt von 14,4 Punkten und 8,5 Rebounds entspricht. Zum damaligen Zeitpunkt war Mikkelsen erst der sechste Spieler der NBA-Geschichte, der die Marke von 10.000 Karrierepunkten erreicht hatte. Außerdem verpasste er lediglich fünf von 704 Spielen Ligaspielen. Ende der 60er Jahre fungierte Mikkelsen kurz als General Manager des ABA-Clubs Minnesota Pipers sowie als Übergangstrainer der Mannschaft.

## Spielweise
Mikkelsen erspielte sich einen Ruf als harter Verteidiger. Drei Mal in Folge führte er die NBA in der Zahl begangener Fouls pro Spielzeit an. Bis heute hält Mikkelsen den Rekord von insgesamt 127 Disqualifikationen über den gesamten Zeitraum seiner Karriere.

## Tod
Vern Mikkelsen verstarb im Alter von 85 Jahren im Kreis seiner Familienmitglieder in Wayzata, Minnesota.

## Auszeichnungen
- Sechsfacher NBA All-Star (1951–1953, 1955–1957)
- Vier Mal in das All-NBA Second Team gewählt (1951, 1952, 1953, 1955)